# إليزا تراسك هيل
كانت إليزا تراسك هيل (اسمها قبل الزواج: تراسك، ولدت في 10 مايو عام 1840 - توفيت في 29 مارس عام 1908) ناشطة وصحفية وفاعلة خير أمريكية عاشت خلال فترة القرن التاسع عشر الطويل. كانت هيل من المشاركين في مراسم تسليم الرايات إذ سلمت إحداها لفوج ماساتشوستس الخامس عشر إبان الحرب الأهلية. كان الشعور الوطني في خطاب التسليم الذي ألقته متقدًا لدرجة أنه ترك أثرًا ملحوظًا واقتُبس مرارًا. عملت كمعلمة لمدة ناهزت العشر سنوات. تزوجت جون لانج هيل حين كانت في السادسة والعشرين من العمر، وأنجب الاثنان ابنان وابنة واحدة.
كانت هيل من أوائل المنتسبين للاتحاد النسائي المسيحي للاعتدال (دبليو سي تي يو) إذ عملت بصفة رسمية في الهيئة منذ بداياتها لتصبح مرتبطة بالقسم المعني بالحبس والسجون. اجتهدت في العمل على افتداء النساء اللواتي تعرضن للهجر، بيد أنها كرست اهتمامها للجمعيات التي اعتنت بالمرأة العاملة وقدمت لها يد العون، وذلك رجوعًا إلى اعتقادها أن الوقاية كانت أكثر فعالية من العمل الإصلاحي. انخرطت هيل بحماسة في العمل السياسي إذ اشتغلت لصالح حزب المنع، وجاء ذلك على خلفية منح المرأة في ماساتشوستس حق الاقتراع في المدارس بدءًا من عام 1879. كان هناك إقبال على خدماتها كمناصرة لاعتماد النظام الاقتراعي الأسترالي. وكانت إحدى قادة الحركة النسائية خلال الاضطراب الذي أصاب المدارس الحكومية في بوسطن حين هبت عشرين ألف امرأة إلى نجدة المدارس الحكومية وأنقذتها من سوء الإدارة في عام 1888. إذ شاركت في التخطيط للحملة وساعدت في حشد النساء وأثارت في خطبها حماسة النساء والرجال على حد سواء. شغلت رئاسة منظمة الناخبات البروتستانت المستقلات لعدة سنوات، وهي منظمة سياسية شهيرة ومناوئة للكاثوليكية في حملاتها الانتخابية. بادرت هيل إلى نشر صحيفة أسبوعية في بوسطن حين برزت الحاجة إلى ذراع حزبي. هذا وتولت شركة مساهمة من النسوة تعهد هذه الصحيفة في ما بعد. عملت هيل كمحررة للصحيفة التي حملت اسم صوت المرأة وبطلة المدارس الحكومية. كانت هيل نشطة في الحركة الداعية لمنح المرأة حق الاقتراع.

## النشأة والتعليم
ولدت إليزا سيشنز كاربنتر تراسك في مدينة وارن بولاية ماساتشوستس في يوم 10 مايو عام 1840. تعد مدينة بيفرلي بولاية ماساتشوستس مسقط رأس والدها جورج تراسك المنتمي إلى الفرع الذي أسسه المهاجر الإنجليزي أوزموند (أو أوزمان) تراسك من العائلة بعد استقراره هناك، وهو سليل جيرمايا تراسك وأحد أصغر أطفاله الأربعة عشر. التفت السيد تراسك إلى الدراسة في كلية بودوين استعدادًا للحياة الكهنوتية، وذلك بعدما كان قد سخر اهتمامه للعمل التجاري خلال ريعان شبابه. ذاع صيته لموقفه المناهض للعبودية في الفترة التي قضاها هناك. تخرج من كلية بودوين في عام 1826، ومن كلية أندوفر اللاهوتية في عام 1829. قضى ولايته الرعوية الأولى في مدينة فرامينغهام بولاية ماساتشوستس، وانتقل بعدها إلى وارن، وقضى ولايته الثالثة في الكنيسة الثالوثية بمدينة فيتشبورغ بولاية ماساتشوستس، والمعروف عنها مؤازرتها للمبادئ المناهضة للعبودية والتي انحلت بعد إعتاق العبيد. قضى السيد تراسك آخر خمسة وعشرين عامًا من حياته داعمًا الجهود الساعية إلى تثبيط استعمال التبغ. كان تراسك قد قاسى الاضطهاد بسبب آرائه البينة وحرم من دخول الكنائس وهزأ منه زملائه القساوسة. توفي في فيتشبورغ في شهر يناير عام 1875.
كانت والدتها -واسمها قبل الزواج روث فريمان باكارد- من مواليد مدينة مارلبورو بولاية ماساتشوستس، وهي سليلة الأب آسا ونانسي (كوينسي) باكارد. ولدت السيدة باكارد في قصر كوينسي القديم الواقع بمدينة كوينسي في ماساتشوستس، وهي بدورها سليلة جوسايا كوينسي وابنة عم دوروثي كوينسي زوجة الحاكم جون هانكوك.